# 74-й Венецианский кинофестиваль
74-й ежегодный Венецианский международный кинофестиваль проводился с 30 августа по 9 сентября 2017 года. Жюри основного конкурса возглавила американская актриса Аннетт Бенинг. Фильмом открытия фестиваля стала сатирическая лента Александра Пэйна «Короче».

## Жюри
В общей сложности для кинофестиваля 24 июля 2017 года сформированы четыре международных жюри: основного конкурса, секции «Горизонты», премии Луиджи Де Лаурентиса «Лев будущего» за лучший дебютный фильм и секции виртуальной реальности. Кроме того, итальянский кинорежиссёр Джузеппе Пиччони возглавил студенческое жюри, которое в секции «Венецианская классика» должно вручить премии за лучший восстановленный фильм и лучший документальный фильм.

### Основной конкурс
- Аннетт Бенинг — актриса (председатель жюри)
- Ильдико Эньеди — режиссёр
- Мишель Франко — режиссёр, продюсер, сценарист
- Ребекка Холл — актриса
- Анна Муглалис — актриса
- ,  Дэвид Стрэттон[англ.] — кинокритик
- Жасмин Тринка — актриса
- Эдгар Райт — режиссёр, сценарист, актёр, продюсер
- Йонфан[англ.] — режиссёр

### Программа «Горизонты»
- Джанни Амелио — режиссёр (председатель жюри)
- Рахшан Бани-Этемад — режиссёр
- Ами Канаан Манн[англ.] — режиссёр
- ,  Марк Казинс[англ.] — режиссёр и критик
- Андре Дюпра (Andrés Duprat) — сценарист, архитектор
- Фин Трох — режиссёр и сценарист
- Ребекка Злотовски — режиссёр и сценарист

### Премия Луиджи де Лаурентиса за лучший дебют
- Бенуа Жако — режиссёр и сценарист (председатель)
- Джефф Эндрю[англ.] — критик, профессор филологии
- Альберт Ли — продюсер
- Грета Скарано[итал.] — актриса
- Йоргос Зоис (Yorgos Zois) — режиссёр

### Премия виртуальной реальности
- Джон Лэндис — режиссёр и сценарист
- Селин Сьямма — режиссёр и сценарист
- Рикки Тоньяцци — актёр и режиссёр

## Конкурсная программа
| Лауреат «Золотого льва» выделен отдельным цветом. |

| Лауреат гран-при жюри выделен отдельным цветом. |

### Основной конкурс
| Название                                     | Оригинальное название                        | Режиссёр           | Страна                                   |
| -------------------------------------------- | -------------------------------------------- | ------------------ | ---------------------------------------- |
| Любовь и пуля                                | Ammore e malavita                            | Братья Манетти     | Италия                                   |
| Ангелы одеваются в белое                     | 嘉年华 / Jia Nian Hua                        | Вивиан Ку          | Китай, Франция                           |
| Опекунство                                   | Jusqu'à la garde                             | Ксавье Легран      | Франция                                  |
| Короче                                       | Downsizing                                   | Александр Пэйн     | США                                      |
| Экслибрис. Нью-Йоркская публичная библиотека | Ex Libris — The New York Public Library      | Фредерик Уайзман   | США                                      |
| Семья                                        | en:Una famiglia                              | Себастьяно Ризо    | Италия                                   |
| Дневник пастыря                              | First Reformed                               | Пол Шредер         | США                                      |
| Фокстрот                                     | פוקסטרוט                                     | Самуэль Маоз       | Израиль · Германия · Франция · Швейцария |
| Ханна                                        | Hannah                                       | Андреа Паллаоро    | Италия · Бельгия · Франция               |
| Вилла                                        | La Villa                                     | Робер Гедигян      | Франция                                  |
| Человеческий поток                           | en:Human Flow                                | Ай Вэйвэй          | Германия · США                           |
| Оскорбление                                  | L’insulte                                    | Зиад Дуейри        | Франция · Ливан                          |
| Положитесь на Пита                           | en:Lean on Pete                              | Эндрю Хэйг         | Великобритания                           |
| Элла и Джон (Любитель досуга)                | Ella & John (The Leisure Seeker)             | Паоло Вирдзи       | Италия                                   |
| Мектуб, моя любовь                           | Mektoub, My Love: Canto Uno                  | Абделлатиф Кешиш   | Франция · Италия                         |
| мама!                                        | en:Mother!                                   | Даррен Аронофски   | США                                      |
| Форма воды                                   | The Shape of Water                           | Гильермо Дель Торо | США                                      |
| Субурбикон                                   | en:Suburbicon                                | Джордж Клуни       | США                                      |
| Милая страна                                 | Sweet Country                                | Уорик Торнтон      | Австралия                                |
| Третье убийство                              | 三度目の殺人 / Sandome no Satsujin           | Хирокадзу Корээда  | Япония                                   |
| Три билборда на границе Эббинга, Миссури     | en:Three Billboards Outside Ebbing, Missouri | Мартин Макдонах    | Великобритания                           |

### Программа «Горизонты»
Программа секции «Горизонты» включает 19 фильмов.
| Название                          | Оригинальное название        | Режиссёр | Страна                                              |
| --------------------------------- | ---------------------------- | --- | --------------------------------------------------- |
| Блаженные                         | Les Bienheureux              | София Джама (Sofia Djama)                                                                                          | Франция · Бельгия                                   |
| Каниба                            | Caniba                       | Верена Паравель, Люсьен Кастен-Тэйлор                                                                              | Франция                                             |
| Родственник                       | Ha Ben Dod                   | Цахи Град (Tzahi Grad)                                                                                             | Израиль                                             |
| Виды под угрозой исчезновения     | Espèces menacées             | Жиль Бурдо | Франция · Бельгия                                   |
| Исчезновение                      | ناپدید شدن                   | Али Асгари | Иран · Катар                                        |
| Кошка Золушка                     | Gatta Cenerentola            | Алессандро Рак, Иван Капьелло (Ivan Cappiello), Марино Гуарньери (Marino Guarnieri), Дарио Сансоне (Dario Sansone) | Италия                                              |
| Невидимка                         | Invisible                    | Пабло Джорджелли                                                                                                   | Аргентина · Бразилия · Уругвай · Германия · Франция |
| Война                             | Krieg                        | Рик Остерманн | Германия                                            |
| Стихи забвения                    | Los Versos del Olvido        | Алиреза Хатами (Alireza Khatami)                                                                                   | Франция · Германия · Нидерланды · Чили              |
| Марвин, или прекрасное воспитание | Marvin                       | Анн Фонтен | Франция                                             |
| Нико, 1988                        | Nico, 1988                   | Сузанна Никьярелли                                                                                                 | Италия · Бельгия                                    |
| Ночь, когда я плавал              | La Nuit où j’ai nagé         | Дамьен Манивель, Игараси Кохеи                                                                                     | Франция · Япония                                    |
| Ни даты, ни подписи               | Bedoone Tarikh, Bedoone Emza | Вахид Джалилванд                                                                                                   | Иран                                                |
| Изнасилование Реси Тэйлор         | The Rape of Recy Taylor      | Нэнси Бьюрски (Nancy Buirski)                                                                                      | США                                                 |
| Показания                         | Haedut                       | Амичай Гринберг (Amichai Greenberg)                                                                                | Израиль · Австрия                                   |
| Уродливые и злые                  | Brutti e cattivi             | Козимо Гомес (Cosimo Gomez)                                                                                        | Италия · Франция                                    |
| Под деревом                       | Undir trénu                  | Хафстейн Гуннар Сигурдсон (Hafsteinn Gunnar Sigurðsson)                                                            | Исландия · Дания · Польша · Германия                |
| Жизнь в общем                     | La Vita in Comune            | Эдоардо Уинспир | Италия                                              |
| На запад от солнечного света      | West of Sunshine             | Джейсон Рафтопулос (Jason Raftopoulos)                                                                             | Австралия                                           |

## Внеконкурсные показы
| Название                         | Оригинальное название                      | Режиссёр                | Страна                         |
| -------------------------------- | ------------------------------------------ | ----------------------- | ------------------------------ |
| Наши души ночью                  | Our Souls at Night                         | Ритеш Батра             | США                            |
| Синьор Ротпитер                  | Il signor Rotpeter                         | Антониетта Де Лилло     | Италия                         |
| Виктория и Абдул                 | Victoria & Abdul                           | Стивен Фрирз            | Великобритания                 |
| Мелодия                          | La Mélodie                                 | Рашид Хами              | Франция                        |
| Последний беспредел              | アウトレイジ 最終章 / Autoreiji: Saishusho | Такэси Китано           | Япония                         |
| Эскобар                          | Escobar                                    | Фернандо Леон де Араноа | Испания · Болгария             |
| Зама                             | Zama                                       | Лукресия Мартель        | Аргентина · Бразилия           |
| Полынь                           | Wormwood (телесериал)                      | Эррол Моррис            | США                            |
| Дива!                            | Diva!                                      | Франческо Патьерно      | Италия                         |
| Приверженец                      | Le Fidèle                                  | Микаэль Роскам          | Франция · Бельгия · Нидерланды |
| Скрытый цвет вещей               | Il colore nascosto delle cose              | Сильвио Сольдини        | Италия · Швейцария             |
| Личная жизнь современной женщины | The Private Life of a Modern Woman         | Джеймс Тобэк            | США                            |
| Потасовка в блоке 99             | Brawl in Cell Block 99                     | Крейг Залер             | США                            |
| Охота на человека                | 追捕 / Manhunt                             | Джон Ву                 | Гонконг                        |

### Документальные
| Название | Оригинальное название | Режиссёр                                     | Страна           |
| --- | --- | -------------------------------------------- | ---------------- |
| Куба и оператор | Cuba and the Cameraman | Джон Элперт                                  | США              |
| Моё поколение | My Generation | Дэвид Бэтти (David Batty)                    | Великобритания   |
| Пьяцца Витторио | Piazza Vittorio | Абель Феррара                                | Италия           |
| Дьявол и отец Аморт | The Devil and Father Amorth | Уильям Фридкин                               | США              |
| Это Конго | This is Congo | Дэниел Маккэйб (Daniel McCabe)               | Республика Конго |
| Рюити Сакамото — последняя глава                                                                                                   | Ryuichi Sakamoto — Coda | Стивен Номура Шибле (Stephen Nomura Schible) | США · Япония     |
| Джим и Энди: посмертная история Джима Керри и Энди Кауфмана, содержащая особое, оговорённое контрактом, упоминание о Тони Клифтоне | Jim & Andy: The Great Beyond — the story of Jim Carrey & Andy Kaufman featuring a very special, contractually obligated mention of Tony Clifton | Крис Смит                                    | США · Канада     |
| Счастливая зима | Happy Winter | Джованни Тотаро (Giovanni Totaro)            | Италия           |

### Специальные мероприятия
| Название                            | Оригинальное название                | Режиссёр                     | Страна |
| ----------------------------------- | ------------------------------------ | ---------------------------- | ------ |
| Дом других                          | Casa d’altri                         | Джанни Амелио                | Италия |
| «Триллер» Майкла Джексона 3D        | Michael Jackson’s Thriller 3D        | Джон Лэндис                  | США    |
| Создание «Триллера» Майкла Джексона | Making of Michael Jackson’s Thriller | Джерри Крамер (Jerry Kramer) | США    |
| Порядок вещей                       | L’ordine delle cose                  | Андреа Сегре                 | Италия |

## Киносмотры в саду
| Название                       | Оригинальное название    | Режиссёр                                                                        | Страна                                 |
| ------------------------------ | ------------------------ | ------------------------------------------------------------------------------- | -------------------------------------- |
| Мануэль                        | Manuel                   | Дарио Альбертини (Dario Albertini)                                              | Италия                                 |
| Дублёр                         | Controfigura             | Ря ди Мартино (Rä di Martino)                                                   | Италия · Франция · Марокко · Швейцария |
| Вудшок                         | Woodshock                | Kate and Laura Mulleavy                                                         | США                                    |
| Рождённый в Казаль-ди-Принципе | Nato a Casal di Principe | Бруно Оливьеро (Bruno Oliviero)                                                 | Италия · Испания                       |
| Субура — сериал                | Suburra — La serie       | Презентация двух первых эпизодов                                                | Италия                                 |
| Убийцы                         | Tueurs                   | Франсуа Трукен и Жан-Франсуа Энжен (François Troukens e Jean-François Hensgens) | Бельгия · Франция                      |

## Международная неделя критики

### Основной конкурс
| Название             | Оригинальное название    | Режиссёр                                                 | Страна                                       |
| -------------------- | ------------------------ | -------------------------------------------------------- | -------------------------------------------- |
| Воронка              | Il cratere               | Лука Беллино и Сильвия Луци (Luca Bellino e Silvia Luzi) | Италия                                       |
| Дрифт                | Drift                    | Хелена Виттман (Helena Wittmann)                         | Германия                                     |
| Дикие мальчишки      | Les garçons sauvages     | Бертран Мандико                                          | Франция                                      |
| Залив                | Körfez                   | Эмре Ексан (Emre Yeksan)                                 | Турция · Германия · Греция                   |
| Сара играет оборотня | Sarah joue un loup garou | Катарина Висс (Katharina Wyss)                           | Швейцария · Германия                         |
| Команда «Ураган»     | Team Hurricane           | Анника Берг (Annika Berg)                                | Дания                                        |
| Сезон охоты          | Temporada de caza        | Наталья Гараджола (Natalia Garagiola)                    | Аргентина · США · Германия · Франция · Катар |

### Особые мероприятия вне конкурса
| Название  | Оригинальное название | Режиссёр                        | Страна         |
| --------- | --------------------- | ------------------------------- | -------------- |
| Игольница | Pin Cushion           | Дебора Хэйвуд (Deborah Haywood) | Великобритания |
| Яд        | Veleno                | Диего Оливарес (Diego Olivares) | Италия         |

## Авторские дни

### В конкурсе
| Название              | Оригинальное название     | Режиссёр                                                                  | Страна                                            |
| --------------------- | ------------------------- | ------------------------------------------------------------------------- | ------------------------------------------------- |
| Сретение              | Candelaria                | Джонни Хендрис Хинестроза (Jhonny Hendrix Hinestroza)                     | Колумбия · Германия · Норвегия · Аргентина · Куба |
| Равновесие            | L’equilibrio              | Винченцо Марра                                                            | Италия                                            |
| Вгляд на Джулиет      | Eye on Juliet             | Ким Нгуен                                                                 | Канада                                            |
| Руководство по жизни  | Life Guidance             | Рут Мадер                                                                 | Австрия                                           |
| Томление              | געגוע /Ga’agua            | Шаби Габизон                                                              | Израиль                                           |
| В поисках Умм Кульсум | Looking for Oum Kulthum   | Ширин Нешат                                                               | Германия · Австрия · Италия · Ливан · Катар       |
| М                     | M                         | Сара Форестье                                                             | Франция                                           |
|                       | Samui Song                | Пен-Ек Ратанаруанг                                                        | Таиланд · Германия · Норвегия                     |
| Заражение             | Il contagio               | Маттео Бортуньо и Даниэле Колуччини (Matteo Botrugno e Daniele Coluccini) | Италия                                            |
| Вкус цветка риса      | 米花之味 / Mi Hua Zhi Wei | Пенгфей                                                                   | Китай                                             |
| Волюбилис             | Volubilis                 | Фаузи Бенсаиди                                                            | Марокко · Франция · Катар                         |
| Куда падают тени      | Dove cadono le ombre      | Валентина Педичини (Valentina Pedicini)                                   | Италия                                            |

### Женские истории
| Название                          | Оригинальное название       | Режиссёр                                | Страна       |
| --------------------------------- | --------------------------- | --------------------------------------- | ------------ |
| (№ 13) Кармен                     | Carmen                      | Хлоя Севиньи                            | Италия · США |
| (№ 14) Конец исторической иллюзии | The End of History Illusion | Селия Раулсон-Холл (Celia Rowlson-Hall) | Италия · США |

### Специальные мероприятия
| Название                                          | Оригинальное название                | Режиссёр                                      | Страна           |
| ------------------------------------------------- | ------------------------------------ | --------------------------------------------- | ---------------- |
| Аньелли                                           | Agnelli                              | Ник Хукер (Nick Hooker)                       | США              |
| Раздевание: пародийная история                    | Getting Naked: A Burlesque Story     | Джеймс Лестер (James Lester)                  | США              |
| Закон первого номера                              | La legge del numero uno              | Алессандро Д’Алатри                           | Италия           |
| Решительный                                       | Il risoluto                          | Джованни Донфранческо (Giovanni Donfrancesco) | Италия · Франция |
| Улица жажды                                       | Thirst Street                        | Натан Сильвер (Nathan Silver)                 | США              |
| Покушение на самоубийство в подростковом возрасте | Il tentato suicidio nell’adolescenza | Эрманно Ольми                                 | Италия           |
| Молитва (документальный)                          | Preghiera                            | Давиде Кавути                                 | Италия           |

### Специальные кинопоказы
| Название                   | Оригинальное название        | Режиссёр                                  | Страна           |
| -------------------------- | ---------------------------- | ----------------------------------------- | ---------------- |
| Я (бесконечен, как Космос) | I’m (Endless Like the Space) | Анне-Риитта Чикконе (Anne-Riitta Ciccone) | Италия           |
| Миллионеры                 | The Millionairs              | Клаудио Сантамария                        | Италия           |
| Рассказать о Венеции       | Raccontare Venezia           | Вильма Лабате                             | Италия · Франция |

## Венецианская классика
| Название                                      | Оригинальное название                   | Режиссёр               | Страна           |
| --------------------------------------------- | --------------------------------------- | ---------------------- | ---------------- |
| Аль-Хаймун (1984)                             | Les baliseurs du désert/El Haimoune     | Насер Хемир            | Тунис · Франция  |
| Группа-81 (1982)                              | Batch '81                               | Майк Де Леон           | Филиппины        |
| Чёрный Пётр (1964)                            | Černý Petr                              | Милош Форман           | Чехословакия     |
| Рассказ Чикамацу (1954)                       | (近松物語 /Chikamatsu Monogatari        | Кэндзи Мидзогути       | Япония           |
| Управляющий Сансё (1954)                      | 山椒大夫 / Sanshō Dayū                  | Кэндзи Мидзогути       | Япония           |
| Близкие контакты третьей степени (1977)       | Close Encounters of the Third Kind      | Стивен Спилберг        | США              |
| Мулатка Дайна (1932)                          | Daïnah la métisse                       | Жан Гремийон           | Франция          |
| Красная пустыня (1964)                        | Deserto rosso                           | Микеланджело Антониони | Италия           |
| Две или три вещи, которые я знаю о ней (1967) | Deux ou trois choses que je sais d’elle | Жан-Люк Годар          | Франция          |
| Женщина-обезьяна (1964)                       | La donna scimmia                        | Марко Феррери          | Италия · Франция |
| Иди и смотри (1985)                           |                                         | Элем Климов            | СССР             |
| В ночи (1985)                                 | Into the Night                          | Джон Лэндис            | США              |
| Нет мира под оливами (1950)                   | Non c'è pace tra gli ulivi              | Джузеппе Де Сантис     | Италия           |
| Двадцатый век (1976)                          | Novecento                               | Бернардо Бертолуччи    | Италия           |
| Вкус риса с зелёным чаем (1952)               | お茶漬けの味 / Ochazuke no aji          | Ясудзиро Одзу          | Япония           |
| Око лукавого (1962)                           | L'Œil du Malin                          | Клод Шаброль           | Франция          |
| Старый тёмный дом (1932)                      | The Old Dark House                      | Джеймс Уэйл            | США              |
| Мятеж Мэми Стовер (1956)                      | The Revolt of Mamie Stover              | Рауль Уолш             | США              |

## Награды

### Основные награды
Вечером 9 сентября 2017 года стали известны обладатели основных призов кинофестиваля.
- «Золотой лев» — «Форма воды» (реж. Гильермо Дель Торо)
- «Серебряный лев — Гран-при жюри» — «Фокстрот» (реж. Самуэль Маоз)
- Серебряный лев за режиссуру — «Опекунство» (реж. Ксавье Легран)
- Кубок Вольпи за лучшую мужскую роль — Камель Эль Баша (Kamel El Basha) за фильм «Оскорбление»
- Кубок Вольпи за лучшую женскую роль — Шарлотта Рэмплинг за фильм «Ханна»
- Специальный приз жюри — «Милая страна» (реж. Уорик Торнтон)
- «Золотая Озелла» — за лучший сценарий — «Три билборда на границе Эббинга, Миссури» (реж. Мартин Макдонах)
- Приз Марчелло Мастроянни — Чарли Пламмер (фильм «Положитесь на Пита»)
- Лев Будущего Луиджи де Лаурентиса за лучший дебют — «Опекунство» (реж. Ксавье Легран)

### Награды за вклад в кинематограф
- «Золотого льва за карьеру» получили американские актёры Джейн Фонда и Роберт Редфорд[6].
- Премия Ягера-LeCoultre Glory за достижения в кинематографе[итал.] — британский режиссёр Стивен Фрирз[7].
- Премия «Звёзды саундтрека» (Soundtrack Stars) — итальянский композитор Андреа Гуэрра[итал.][8].

### Программа «Горизонты» (Orizzonti)
- Приз за лучший фильм — «Нико, 1988», реж. Сузанна Никьярелли
- Приз за режиссуру — «Ни даты, ни подписи», реж. Вахид Джалилванд

### Независимые награды
- Приз ФИПРЕССИ (Основной конкурс) — «Экслибрис. Нью-Йоркская публичная библиотека», реж. Фредерик Уайзман
- Приз ФИПРЕССИ (Программа «Горизонты») — «Стихи забвения», реж. Алиреза Хатами